# Provincia Șırnak
Provincia Șırnak este o provincie a Turciei cu o suprafață de 7,172 km², localizată în sud estul Anatoliei.

## Districte
Șırnak este divizată în 7 districte (capitala districtului este subliniată): 
- Beytüșșebap
- Cizre
- Güçlükonak
- İdil
- Silopi
- Șırnak
- Uludere